# Jaroslav Hun'ka
Jaroslav Hun'ka (in ucraino Ярослав Гунька?; Urman, 19 marzo 1925) è un ex militare ucraino naturalizzato canadese della 14ª divisione Waffen Grenadier delle SS (nota anche come SS Galizien o 1ª divisione Galizia), una formazione militare della Germania nazista durante la seconda guerra mondiale.
Nel 2023, Hun'ka è balzato agli onori della cronaca a livello internazionale per aver ricevuto una standing ovation dalla Camera dei Comuni canadese ed essere stato omaggiato dal primo ministro canadese Justin Trudeau e dal presidente ucraino Volodymyr Zelens'kyj. Successivamente, è stata rivelata l'affiliazione nazista di Hun'ka e i funzionari del governo canadese si sono dovuti scusare con la comunità ebraica mondiale. Hun'ka è in pensione e vive a North Bay, Ontario.

## Biografia
Jaroslav Hun'ka è nato a Urman, in Polonia (ora in Ucraina) nel 1925.
Nel 1943, Hun'ka si arruolò volontario nella 14ª divisione Waffen Grenadier delle SS (1ª divisione Galizia) e, l'anno seguente, fu inviato in combattimento sul fronte orientale.
Alla conclusione della guerra in Europa, la sua divisione si arrese alle forze armate britanniche e gli ottomila superstiti furono dapprima portati in Italia, in un campo allestito dai britannici vicino Rimini, quindi alcuni partirono per la Spagna e la Francia con documenti forniti dal Vaticano, mentre gli altri furono imbarcati a Venezia su un piroscafo e trasferiti nel Regno Unito nel 1947. Arrivato in Gran Bretagna si unì all'Associazione degli ucraini e nel 1951 sposò Margaret Ann Edgerton (1931–2018).
Nel 1951 fu trasferito in Canada. Hun'ka e la moglie si stabilirono a Toronto, dove ebbero due figli e divennero attivi nella comunità ucraino-canadese. Dopo essersi diplomato in un istituto tecnico, Hun'ka lavorò nell'industria aeronautica, diventando ispettore per la De Havilland, e rimanendo attivo nei circoli dei veterani delle Waffen-SS. In un due post, del 2010 e del 2011, su un blog in lingua ucraina (Вісті Комбатанта - Notizie del combattente) facente capo a un'associazione di veterani delle SS ucraine in Canada, Hun'ka ha descritto gli anni trascorsi nella SS Galizien come il più bel periodo della sua vita e ha paragonato la diaspora dei nazisti ucraini a quella degli ebrei. Il 20 agosto 2004, Hun'ka venne nominato cittadino onorario dalla città ucraina di Berežany. Nel 2007, il Congresso ucraino canadese (UCC - Ukrainian Canadian Congress) conferì a Hun'ka e ad altri ex membri della SS Galizien la "Medaglia al merito".
Nel 1946, al Processo di Norimberga, il Tribunale militare internazionale stabilì che erano da considerarsi criminali di guerra tutte le persone che erano state "ufficialmente accettate come membri delle SS" (incluse le unità delle Waffen-SS) e che "sono diventate o sono rimaste membri dell'organizzazione con la consapevolezza" che l'organizzazione stessa fosse utilizzata per commettere atti criminali, escludendo solo coloro che erano stati arruolati forzatamente e non avevano partecipato nel commettere tali atti.
Viceversa, la Commissione d'inchiesta sui criminali di guerra in Canada (Commissione Deschênes), istituita dal governo canadese nel febbraio del 1985 per indagare sulle accuse al Canada di essere diventato il rifugio per i criminali di guerra nazisti, ritenne che "in assenza di prove della partecipazione o della conoscenza di specifici crimini di guerra, la semplice appartenenza alla divisione Galizia non è sufficiente a giustificare un'azione penale". Ciò fu possibile poiché il Canada non era firmatario della Carta del Tribunale militare internazionale né dell'accordo di Londra del 1945 in base al quale fu adottata la stessa Carta. Per cui, nonostante l'articolo 10 della Carta prevedesse che "nei casi in cui un gruppo o un'organizzazione è dichiarato criminale dal Tribunale... la natura criminale del gruppo o dell'organizzazione è considerata dimostrata e non deve essere posta in questione", a giudizio della Commissione, nessun giudice canadese avrebbe potuto esercitare la propria giurisdizione su quel particolare tipo di reato, cioè l'appartenenza a una organizzazione dichiarata criminale dal Tribunale militare internazionale.

## Lo scandalo dell'ovazione alla Camera dei Comuni del Canada
Nel settembre 2023, Anthony Rota, presidente della Camera dei Comuni (nonché concittadino di Hun'ka, ex consigliere comunale di North Bay ed ex docente alla locale Nipissing University), ha invitato Jaroslav Hun'ka a visitare la Camera dei Comuni e ad accompagnare il presidente ucraino Volodymyr Zelens'kyj. Il 22 settembre 2023, Zelens'kyj e il primo ministro canadese Justin Trudeau hanno omaggiato Hun'ka durante una cerimonia nella stessa Camera dei Comuni. Rota ha descritto Hun'ka come "un veterano ucraino-canadese della seconda guerra mondiale che ha combattuto per l'indipendenza ucraina contro i russi e continua a sostenere le truppe ucraine anche oggi, all'età di 98 anni". Rota ha elogiato Hun'ka affermando che "è un eroe ucraino, un eroe canadese, e lo ringraziamo per tutto il suo servizio". Dopo gli elogi di Rota, la Camera dei Comuni ha riservato una standing ovation a Hunka, alla quale si sono uniti Zelens'kyj e la di lui consorte.
L'ambasciatore della Federazione russa in Canada, Oleg Stepanov, ha poi rivelato l'appartenenza di Jaroslav Hun'ka alle Waffen SS, generando le reazioni negative a livello internazionale riguardo all'evento celebrativo tenuto alla Camera dei Comuni canadese. Il Centro per gli studi sull'olocausto degli amici di Simon Wiesenthal ha espresso un duro giudizio di condanna della SS Galizien come "responsabile dell'omicidio di massa di civili innocenti con un livello di brutalità e malvagità inimmaginabile", facendo riferimento a eventi come il massacro di civili polacchi di Huta Pieniacka del 1944.
In una dichiarazione rilasciata il 24 settembre, Rota si è assunto la responsabilità completa dell'invito di Hun'ka alla cerimonia, e si è scusato con le comunità ebraiche in Canada e in tutto il mondo. Non ha, invece, ritenuto di doversi scusare con la comunità polacca e quella russa. Ann-Clara Vaillancourt, portavoce di Trudeau, ha definito le scuse di Rota "la cosa giusta da fare" e ha sottolineato la sola responsabilità di Rota nell'invitare Hunka alla cerimonia. Viceversa, il leader conservatore Pierre Poilievre ha addossato la responsabilità al primo ministro Justin Trudeau sostenendo che "nessun parlamentare (tranne Justin Trudeau) ha avuto l'opportunità di controllare il passato di questo individuo prima di essere presentato e onorato alla Camera dei Comuni. Senza preavviso o contesto, era impossibile per qualsiasi parlamentare nella camera (eccetto Trudeau) conoscere il suo oscuro passato". Inoltre, un post social della nuora di Hun'ka, Theresa Hunka, lo ritrae mentre attende (stando alla didascalia del post), nella sala di rappresentanza della Camera dei Comuni, di incontrare personalmente Justin Trudeau e Volodymyr Zelens'kyj. Dal canto suo, Justin Trudeau ha definito l'evento molto imbarazzante per il Canada, in particolare pensando alla comunità ebraica canadese, ma anche sottolineato la necessità di respingere la propaganda e la disinformazione della Russia e anzi di continuare a supportare l'Ucraina.
Il 26 settembre Rota ha annunciato le sue dimissioni dalla carica a causa della controversia. Lo stesso giorno, il ministro dell'istruzione polacco, Przemysław Czarnek, ha dichiarato che il suo governo potrebbe chiedere l'estradizione di Hun'ka come criminale di guerra. L'emittente statale ucraina Suspilni Novyny ha indicato che Hun'ka temeva di essere estradato dopo lo scandalo ed è fuggito in una località sconosciuta dell'America Latina alla fine del 2023, per poi tornare in Canada.
Dopo lo scandalo provocato dalla visita alla Camera dei Comuni, il rettore ad interim dell'Università dell'Alberta ha annunciato che avrebbe chiuso il fondo istituito presso l'università a nome di Jaroslav e Margaret Hun'ka dai due figli degli stessi per promuovere la ricerca accademica sulla Chiesa cattolica in Ucraina, affermando che l'università "riconosce e si rammarica per il danno involontariamente causato". Lo scandalo ha altresì riaperto il dibattito intorno alla questione dei nazisti ucraini e sospetti criminali di guerra che furono accolti dal Canada al termine del secondo conflitto mondiale e sulle conclusioni della Commissione Deschênes.
Il 6 febbraio 2024, il parlamento della provincia di Ternopil', in Ucraina, ha conferito a Hun'ka il distintivo "per i meriti della regione di Ternopil" per il suo significativo contributo personale nel fornire assistenza alle Forze Armate dell'Ucraina, per le sue attività caritatevoli e pubbliche e in occasione del 112º anniversario della nascita del collaborazionista Jaroslav Stec'ko.